# Negu Gorriak: 1990 - 2001
1990-2001 es un recopilatorio del grupo de rock vasco Negu Gorriak. El álbum es en formato CD y DVD.
En el DVD se recopilan buena parte de los VHS que la banda editó durante su carrera, además de todos sus video-clips y una pista con imágenes de los conciertos de despedida que dieron los días de febrero de 2001.
En el CD (ya noveno y último) se recogen 16 temas en directo interpretados en el concierto del 24 de febrero de 2001.

## Historia
Debido a la canción «Ustelkeria» (del álbum Gure Jarrera), en mayo de 1993, el entonces teniente coronel de la Guardia Civil Enrique Rodríguez Galindo demandó a Negu Gorriak, a Esan Ozenki Records, a Jon Maia y a Ángel Katarain (técnico de sonido del grupo) por un delito de «daños al honor y difamación del buen nombre» e «intromisión ilegítima en su derecho al honor».
Entonces se inició una larga batalla legal que terminó resolviéndose a favor del grupo el 7 de junio de 2000, cuando el Tribunal Supremo absolvió al grupo de todos los cargos al considerar que la querella de Galindo estaba mal planteada al no incluir a uno de los coautores de la letra: Mikel Campos.
Cuando, en enero de 2001 terminó el plazo y los abogados de Galindo no presentaron recurso frente a esta sentencia, el grupo (que se había disuelto en 1997), anunció que celebrarían una serie de conciertos de despedida y en agradecimiento de todas las muestras de solidaridad recibidas durante la duración del litigio. En febrero celebraron cuatro conciertos: uno sorpresa el día 17 en la bodega de Hernani, otro el 23 en Bayona y dos en el Velódromo de Anoeta (San Sebastián) los días 24 y 25. A los tres últimos conciertos acudieron un total de 30.000 personas.
En diciembre de 2005 apareció 1990 - 2001, el DVD-CD conmemorativo de aquellas tres noches. En el DVD, además de 40 minutos con 12 cortes extraídos de los conciertos, se incluyeron todos los videoclips del grupo y los VHS que habían editado: Herrera de la Mancha. 90-12-29, Tour 91+1, Negu Gorriak Telebista e Hitz Egin.

## Lista de canciones

### DVD
1. Radio Rahim
Radio Rahim (videoclip)
Radio Rahim (making off)
Seinalea
2. Herrera de la Mancha
«Esan ozenki» («Grítalo alto»)
«Amodiozko kanta» («Canción de amor»)
«Raggamuffin jaia» («Fiesta raggamuffin»)
«Gaberako aterbea» («Refugio nocturno»)
«Oker dabiltza» («Están equivocados»)
«Napartheid»
«Bertso-Hop»
«Hator hator» («Ven, ven»)
3. Tour 91+1
Tour 91
Gora Herria (videoclip)
Tour 91+1:
«Apatxe gaua («Noche apache»)
«Ez dezagun sal» («No vendamos más»)
«Zipaioen matxinada» («La revuelta de los cipayos»)
«Begipuntuaren xedea» («El objetivo del punto de mira»)
«Beste kolpe bat» («Un golpe más»)
«Seinalea» («La señal»)
«B.S.O.»
México
«Irakatsitako Historia» («La historia que nos enseñaron»)
«Lehenbiziko bala» («La primera bala»)
BBC News
«Gora Herria» («Viva el Pueblo»)
4. NGTB 94
«¿Cando se xoga a pelota aquí?» («¿Cuándo se juega aquí a pelota?»)
«Bi doberman beltz» («Dos doberman negros»)
«Hipokrisiari stop! (Hipokrisiari Stop! Tour 93)» («¡Stop hipocresía!»)
«Borreroak baditu milaka aurpegi» (videoclip)
«Chaquito» (El Salvador - FMLNrekin)
«Radio Rahim» (Mikel Anestesiaren epaiketa)
«Izokin euskaldun baten istorioa» («Historia de un salmón vasco»)
«JFK» (Hegoamerikan Tour)
«Borreroak baditu milaka aurpegi» (making off)
5. Hitz Egin (1995)
Hitz egin (videoclip)
Hitz Egin Kontzertua (Oiartzun 95/X/28):
Egaña, Elortza, Ituggiaga, Arozena, Maia (bertsos)
«Salam, agur» («Saludo»)
«Nire baitan daude biak» («En mi interior están los dos»)
«Borreroak baditu milaka aurpegi» («El verdugo tiene mil caras»)
«Radio Rahim»
6. Geurea Da Garaipena (2001/02/24)
«Gurea da garaipena (Jon Maiaren bertsoa)» («La victoria es nuestra (bertsos de Jon Maia)»)
«Ez dut ezer esan nahi» («No quiero decir nada»)
«Hitz egin» («Habla»)
«Bost gehiago» («Cinco más»)
«Hiri gerrilaren dantza» («La danza de la guerrilla urbana»)
«Ideien kontrabandoa» («Contrabando de ideas»)
«Ez dezagun sal» («No vendamos más»)
«Itxoiten» («Esperando»)
«Buru garbiketa» + «Song number one» («Lavado de cerebro» + «Canción número uno»)
«Kaixo» («Hola-adiós»)
«Errespetua» («Respeto»)
«Begirunea» («Respeto»)
«NG, geurea da garaipena» («NG, la victoria es nuestra»)

### CD
Velódromo de Donostia. 24/02/2001
1. «Gurea da garaipena (Jon Maiaren bertsoa)» («La victoria es nuestra (bertsos de Jon Maia)»)
2. «Ez dut ezer esan nahi» («No quiero decir nada»)
3. «Hitz egin» («Habla»)
4. «Bost gehiago» («Cinco más»)
5. «Hiri gerrilaren dantza» («La danza de la guerrilla urbana»)
6. «Itxafero mekanikoa»
7. «Zipaioen matxinada» («La revuelta de los cipayos»)
8. «Nire baitan daude biak» («En mi interior están los dos»)
9. «Ideien kontrabandoa» («Contrabando de ideas»)
10. «Ez dezagun sal» («No vendamos más»)
11. «Buru garbiketa + Song number one» («Lavado de cerebro + Canción número uno»)
12. «Kaixo» («Hola-adiós»)
13. «Errespetua» («Respeto»)
14. «Begirunea» («Respeto»)
15. «Aizu» («Escucha»)
16. «NG, geurea da garaipena» («NG, la victoria es nuestra»)

## Personal
- Fermin Muguruza: voz principal.
- Iñigo Muguruza: guitarra.
- Kaki Arkarazo: guitarra.
- Mikel «Anestesia»: bajo
- Mikel «Bap!!»: batería

### Músicos adicionales
- Izaskun Forkada: coros en «Nire baitan daude biak», «Errespetua» y «Aizu»
- Eneko Abrego: coros en «Ez dezagun sal».

## Personal técnico
- Ángel Katarain: técnico de sonido (CD y pista 6 del DVD)
- Manolo Gil: dirección y montaje (DVD)